# Hulda Lütken
Hulda Dagny Lütken, født 5. oktober 1896 i Elling sogn, død 9. juli 1946 smst., var en dansk forfatter og digter. Hun var søster til forfatteren Povline Lütken (1893-1977).
Hulda Lütken var datter af skolelærer Jens Peter Lütken (1859-1919) og dennes hustru Anna Nielsine Martine Nielsen (1869-1955). Hun voksede op på Holmen skole, hvor faderen underviste, og hun gennemgik sin egen skolegang der. Efter at have gået på husholdningsskole vendte hun tilbage til familien, for her at hjælpe faderen med at drive skolen.  Omkring samme tid begyndte hun at skrive digte og fik flere af dem trykt i lokale dagblade. Hun blev første gang publiceret med digtet Havfruen 1915 i Vendsyssel Tidende. Hun giftede sig i 1917 med Jens Kristian Jensen, med hvilken hun havde fået sønnen Poul (født 1916). Ægteskabet blev opløst i 1923 og barnet voksede op hos faderen. Hun levede i en periode sammen med kunstmaleren Jul Jacobsen og flyttede sidenhen flyttede til København for at udvikle sin forfatterkarriere. Her tilhørte hun en overgang kredsen omkring digteren Tom Kristensen.
Lütken debuterede i bogform med digtsamlingen Lys og Skygge 1927, inspireret af senromantikken. To år senere udgav hun sin første roman, Degnens Hus, med udgangspunkt i hendes egen opvækst. I digtsamlingerne Sjælens Have (1931), Lænken (1932) og Elskovs Rose (1934) fornemmes inspiration fra Edith Södergran og Karin Boye. I romanerne Lokesæd (1931) og De Uansvarlige (1933) vender hun sig mod realismen i skildringerne af bøgernes personer. I erindringsromanen Mennesket paa Lerfødder, 1943, "forfulgte [hun] det psykologiske arbejde med sin kønsidentitet, hun mente, hun som pige ikke magtede eller fik støtte til i sin opvækst."

## Priser og hædersbevisninger
- Emma Bærentzens Legat (1930)
- Astrid Goldschmidts Legat (1934)
- Holger Drachmann-legatet (1938)
- Gyldendals Herman Bang legat (1942)
- Frøken Suhrs Forfatterlegat (1943)
- Tørsleff & Co.s litterære Hæderslegat (1943)
- Tagea Brandts Rejselegat (1945)